# Jerusalemkirche (Berlin)

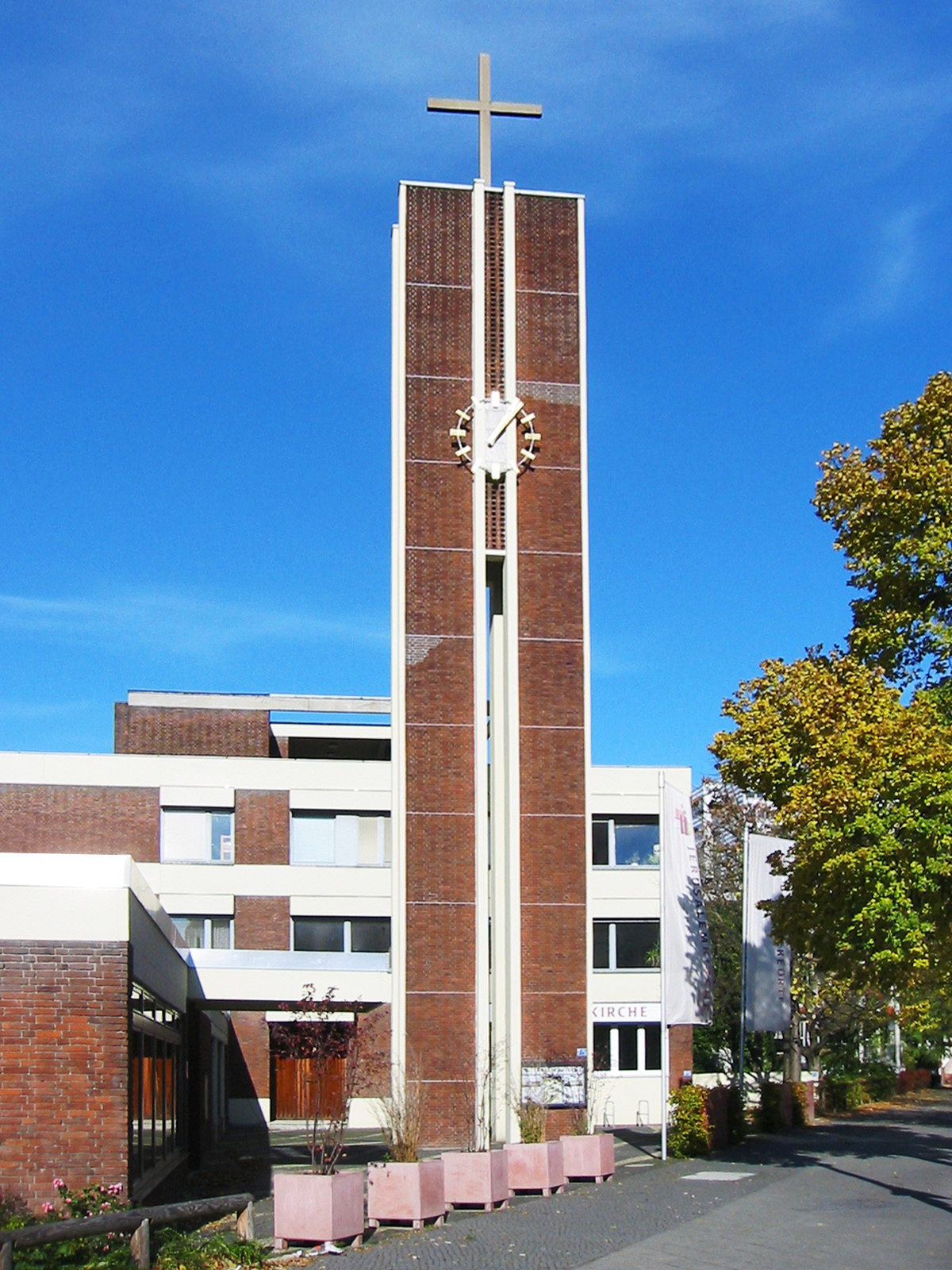
Jerusalemkirche in Berlin-Kreuzberg

Die Jerusalemkirche ist eine der ehemals ältesten Kirchen in der Berliner Friedrichstadt und ein aktueller Veranstaltungsort im Kirchenkreis Berlin Stadtmitte.

## Geschichte

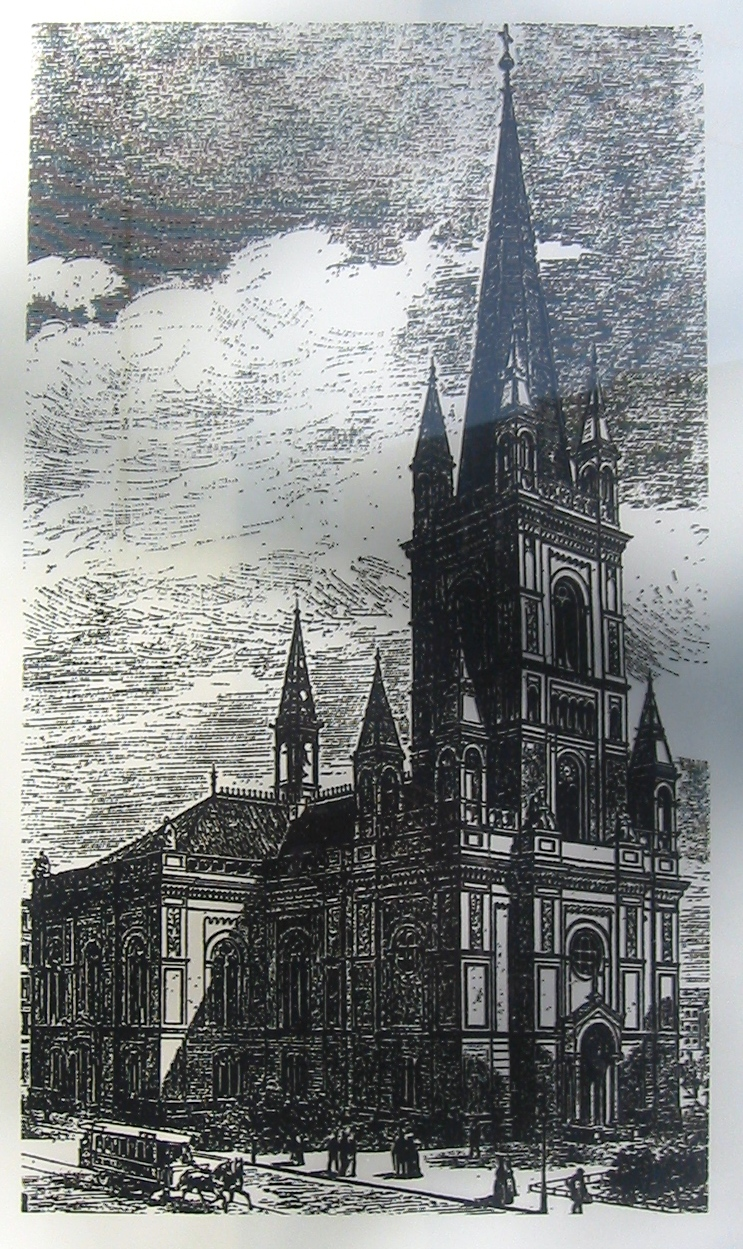
Jerusalemkirche nach dem Umbau von 1878/1879

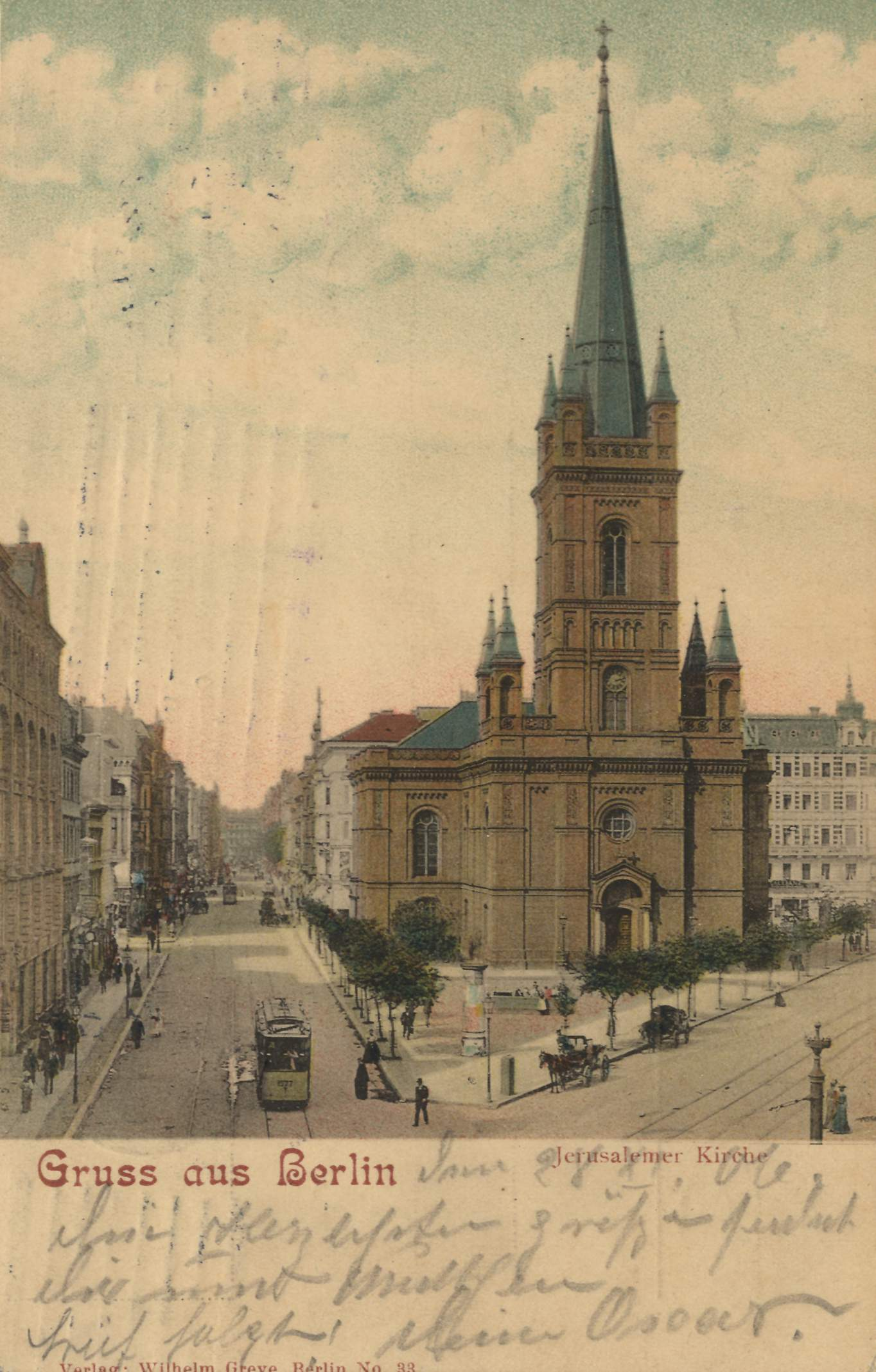
Jerusalemkirche zwischen der Jerusalemer Straße (links, heute Standort des Axel-Springer-Hochhauses) und der Lindenstraße (rechts), 1906

### Von der Kapelle zur Großkirche
Bereits 1484 wurde die Jerusalemkirche als Capelle Hierusalem erstmals erwähnt. Die damals noch vor der Stadt liegende Kapelle hatte ein Berliner Bürger namens Müller zum Andenken an seine Wallfahrt nach Jerusalem gestiftet und sie der Hl. Maria sowie Sebastian und Fabian gewidmet. 1679 machte der kurfürstliche Rat Johann von Martitz (1624–1695) eine zusätzliche Stiftung für den Bau eines kleinen Witwenhospitals und ließ die Kapelle 1687–1689 durch Giovanni Simonetti ausbauen. 1725–1731 wurde ein Neubau nach Entwürfen von Philipp Gerlach errichtet. Da die Kirche nun für die Bewohner der Friedrichstadt, Lutheraner wie Calvinisten, zum wichtigsten Gotteshaus geworden war, wurde die Kirche auch „Friedrichstädtische Kirche“ genannt. 1747 musste der obere, aus Holz erbaute, aber schlecht ausgeführte Teil des Turms abgetragen und durch ein Notdach ersetzt werden.
1836 erfolgte eine Sanierung des Baus durch Friedrich Wilhelm Langerhans, dessen Pläne der Schinkelschüler Carl Scheppig als sein Bauleiter umsetzte. Erst 1838 erhielt die Kirche wieder eine schlanke, von Karl Friedrich Schinkel entworfene, Turmspitze.
1875 erfolgte die Schließung der Kirche wegen Baufälligkeit. Edmund Knoblauch (1841–1883) verlieh der Kirche von 1878 bis 1879 ihre letzte Gestalt.
Bedingt durch die Ausbreitung des Zeitungsviertels und den Wegzug der Wohnbevölkerung schrumpfte die Anzahl der Gemeindemitglieder rapide, die 1366 Sitzplätze waren bald nicht mehr zu füllen. 1941 wurde die Kirche an die Rumänisch-Orthodoxe Kirchengemeinde in Berlin verkauft.

#### Orgel
Die neue Kirche wurde 1732 mit einer Orgel von 25 Registern auf zwei Manualen und Pedal ausgestattet, die Joachim Wagner 1723 für die alte Garnisonkirche in Potsdam gebaut hatte.
1851 erweiterte Carl August Buchholz das Instrument auf 39 Register.
Nach dem Umbau wurde die Kirche 1879 mit einer neuen Orgel von Wilhelm Sauer ausgestattet, die 36 Register auf drei Manualen und Pedal besaß. Bereits 1911 wurde das Instrument durch ein sehr viel größeres mit 70 Registern von der Firma W. Sauer abgelöst.

### Geistliche (unvollständig)
- Johann Hermann Gronau (1708–1769)
- Johann David Cube (1724–1791)
- Ludwig Oberheim (1808–1863)
- Johannes Schmeidler (1841–1902)
- Hermann von Soden (1852–1914)

### Zerstörung und Neubau
Während des Zweiten Weltkriegs fand am 3. Februar 1945 der größte alliierte Luftangriff auf das Regierungs- und Zeitungsviertel statt. In dessen Mittelpunkt befand sich die Jerusalemkirche, die dabei fast vollständig zerstört wurde. Nach Kriegsende hatte die neue Regierung wenig Interesse an einer Kirchenruine im Westteil Berlins. 1961 wurde die Ruine der Jerusalemkirche gesprengt.
Ein Neubau entstand 1968 nach Plänen von Sigrid Kressmann-Zschach im spitzen Winkel von der Linden- und Markgrafenstraße. Auf der Rudi-Dutschke-Straße ist der Umriss der ehemaligen Jerusalemkirche mit einer doppelten Reihe roter Steine zur Erinnerung nachgezeichnet. Das Fundament der Kirche ist unter der Nummer 09031270 in der Denkmaldatenbank der Senatsverwaltung für Stadtentwicklung, Bauen und Wohnen des Landes Berlin eingetragen. Einige Steine der alten Kirche wurden aus den Trümmern geborgen und sind an der Fassade der neuen Kirche angebracht. Die neue Kirche wurde 1968 mit einer Kleinorgel von E. F. Walcker & Cie. mit sechs Registern auf einem Manual und Pedal ausgestattet.

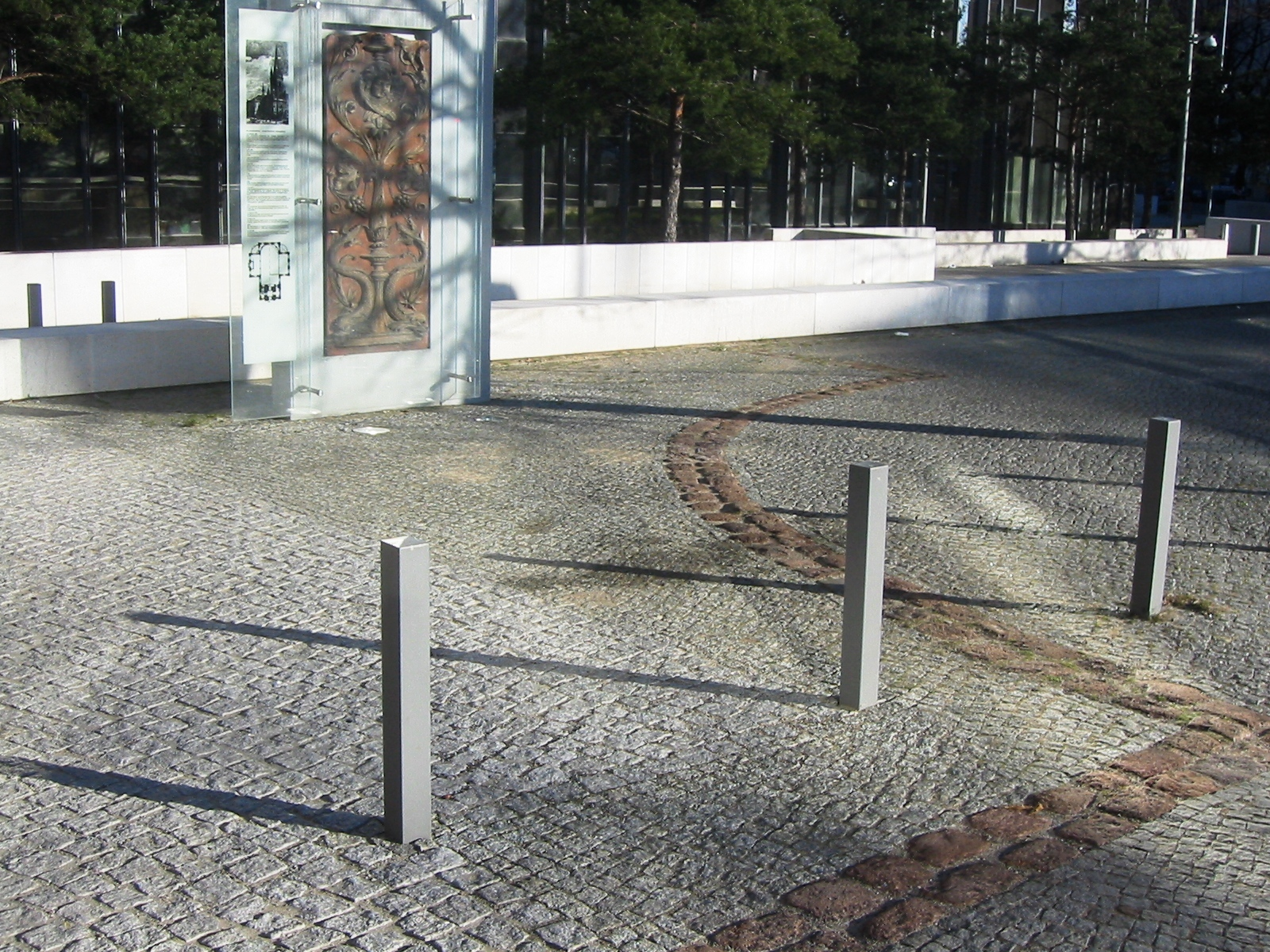
Umriss der ehemaligen Jerusalemkirche
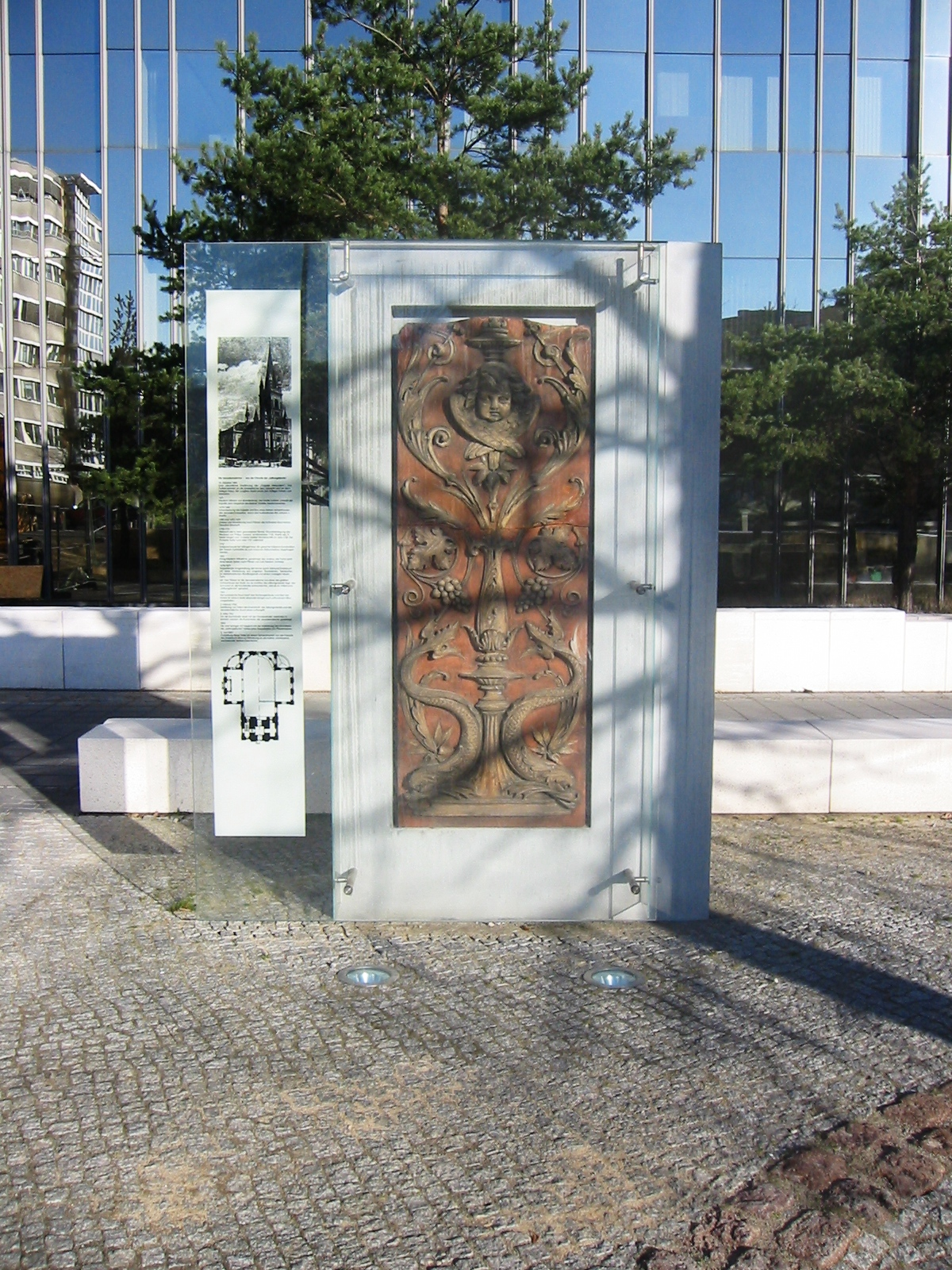
Hinweistafel am einstigen Standort
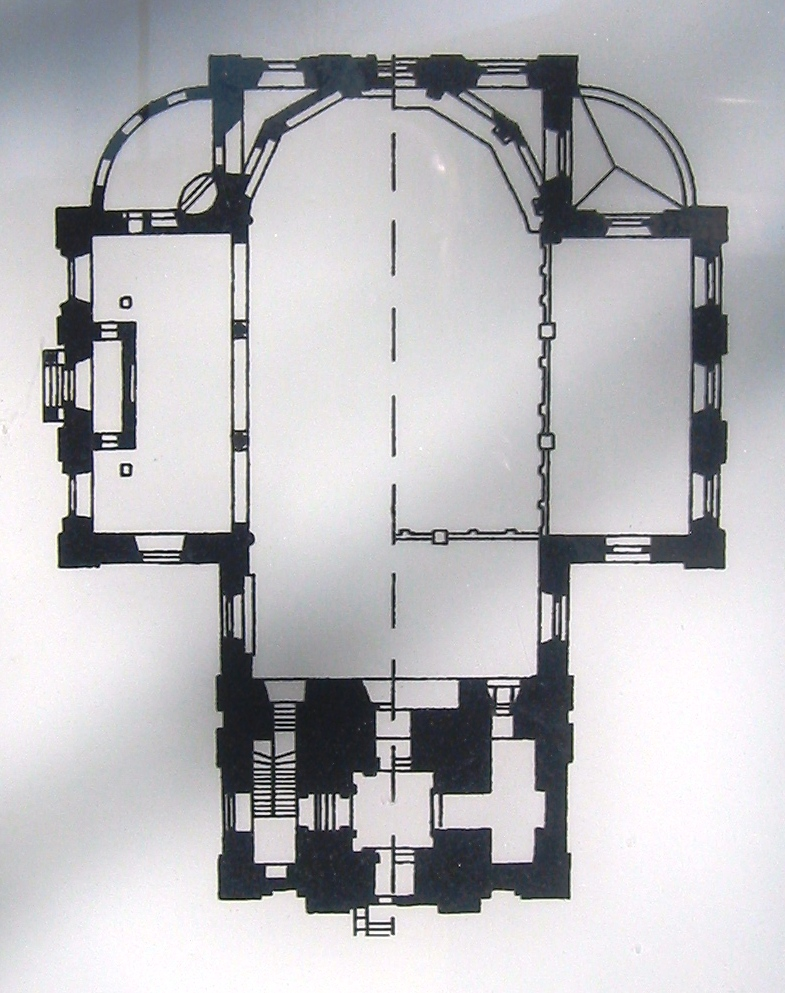
Grundriss der früheren Kirche
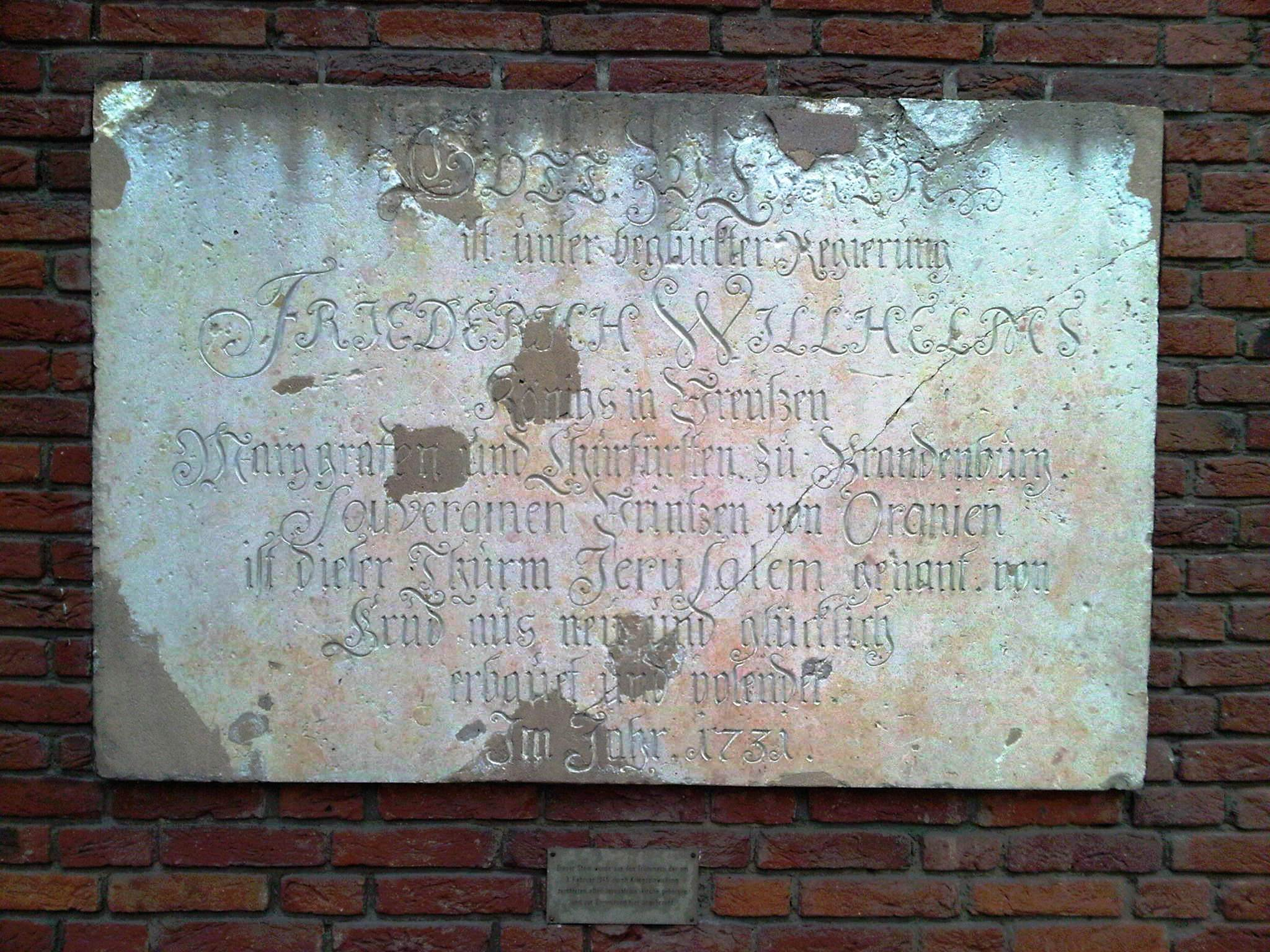
Trümmerstein der ehemaligen Jerusalemkirche

## Veranstaltungsort
Nach dem Zusammenschluss der evangelischen Gemeinde Jerusalem mit vier weiteren Kirchengemeinden im Jahr 2001 fanden kaum noch Gottesdienste in der Jerusalemkirche statt. 2007 wurde sie von der Besondere Orte Umweltforum Berlin GmbH zum Veranstaltungsort umgebaut. In ihren Räumen finden nun Tagungen, Kongresse und andere Veranstaltungen statt.